# Eodorcadion carinatum
Eodorcadion carinatum là một loài bọ cánh cứng trong họ Cerambycidae.